# アドリ・エンバルバ
アドリアン・エンバルバ・ブラスケス（Adrián Embarba Blázquez  ,  1992年5月7日 - ）は、スペイン・マドリード州マドリード出身のサッカー選手。プリメーラ・ディビシオン・UDアルメリア所属。ポジションはMF。

## 来歴
首都マドリード出身。カンテラ時代をレアル・マドリードやヘタフェCFなどで過ごし、2011-12シーズンにテルセーラ・ディビシオンのチームでプロデビュー。
2013年7月、ラージョ・バジェカーノと契約。Bチームで7試合4得点を決めた後にトップチームに昇格し、8月31日のレバンテUD戦でプリメーラ・ディビシオン初出場。
2014年7月12日にラーヨと3年契約を締結。翌2015年3月14日のグラナダCF戦で、トップリーグ初ゴールを決めた。
2015-16シーズンは18位に終わり、セグンダ・ディビシオンに降格。2017年12月19日に、2021年までの延長契約に合意。2017-18シーズンはセグンダ・ディビシオンで優勝し、プリメーラ・ディビシオン復帰に貢献した。
2020年1月23日、RCDエスパニョールに移籍した。
2022年8月24日、UDアルメリアに移籍した。